# Darren Ward
Darren Philip Ward, född 13 september 1978 i Kenton, England, är en engelsk före detta fotbollsspelare.

## Spelarkarriär
Ward startade sin karriär i Watford. Debuten var mot ärkerivalerna Luton den 20 april 1996. De kommande tre säsongerna spelade han bara 10 matcher, bland annat på grund av ett dåligt läkt benbrott. Han lånades ut till Queens Park Rangers mellan 17 december 1999 och 14 mars 2000, där spelade han femton matcher och imponerade stort. När han återvände till Watford gick han a-laget och spelade där de återstående två månaderna i Premier League. Efter degraderingen till Division ett fortsatte Ward att spela i första uppställningen säsongen 2000-2001. När Gianluca Vialli tog över som tränare sommaren 2001 såldes han till Millwall för £500 000. Där fick han smeknamnet The Peckham Beckham på grund av sin frisyr som liknade David Beckhams. Han stannade i Millwall i fyra år och hans sista match för klubben var i FA-cupfinalen mot Manchester United som Millwall förlorade med 3-0.
I maj 2005 skrev han på ett treårskontrakt med Crystal Palace värt £1,1 miljoner. Han gjorde bra ifrån sig till att börja med och han blev väldigt populär, men mot slutet av säsongen spelade han sämre. I maj 2007 var han utanför A-laget och tränaren föredrog Mark Hudson och Leon Cort (yngre bror till Carl Cort) istället.
I juli 2007 skrev Ward på ett treårskontrakt med Wolverhampton Wanderers för en okänd summa, men mindre än ett år senare sattes han upp på försäljningslistan. Han visade då prov på kämpaglöd och plockades bort från försäljningslistan och man sade till honom att kämpa för sin plats i laget.
I september 2008 lånades han ut två månader till Watford, klubben där han började sin karriär, men lånet upphörde då han råkade ut för en skada på käkbenet. Han gjorde ett mål på sina nio matcher, det var i en match när man vann över Queens Park Rangers med 3-0.
Han lånades sedan ut till Charlton Athletic resten av säsongen 2008-2009 den 30 januari 2009, men lyckades inte hindra laget från att flyttas ned till League One. Han återvände till Wolves under sommaren men lånades ut igen i september 2009, den här gången till Millwall (som han spelade för 2001-2005) på tre månader. Den 1 januari 2010 gjordes lånet permanent då han skrev på för Millvall säsongen ut.